# Lasioglossum minutulum
Lasioglossum minutulum är en biart som först beskrevs av Schenck 1853.  Lasioglossum minutulum ingår i släktet smalbin, och familjen vägbin. Inga underarter finns listade i Catalogue of Life.